# Campoletis tibiator
Campoletis tibiator är en stekelart som först beskrevs av Cresson 1864.  Campoletis tibiator ingår i släktet Campoletis och familjen brokparasitsteklar. Inga underarter finns listade.